# Pietro Vierchowod
Pietro Vierchowod (Calcinate, 6 april 1959) is een voormalig Italiaans voetballer en voetbaltrainer. Zijn bijnaam 'de Tsaar' dankt hij aan het feit dat hij de zoon is van een Oekraïense soldaat van het Rode Leger. Vierchowod was een spijkerharde mandekker, snel en tactisch ijzersterk. Dit zorgde ervoor dat hij zelfs op gevorderde leeftijd nooit een sprintduel verloor.

## Jeugd
Pietro werd op 6 april 1959 geboren in Calcinate, Italië. Hij is de zoon van een voormalig Sovjet-krijgsgevangene. Zijn vader Ivan Loekjanovitsj Vierchowod, een Oekraïner, werd tijdens de Tweede Wereldoorlog krijgsgevangen gemaakt, ontsnapte uit een nazi-concentratiekamp in Noord-Italië en vocht in een partijdig detachement van het Italiaanse verzet. Na de oorlog keerde hij niet terug naar de Sovjet-Unie en vestigde zich in Lombardije.

## Voetbalcarrière
Vierchowod begon zijn profcarrière bij Como, waarmee hij in drie seizoenen van de Serie C1 opklom tot de Serie A, hetgeen hem een transfer naar Fiorentina opleverde. Zijn carrière kwam echter pas echt op gang bij AS Roma, waarmee hij in 1983 de landstitel veroverde. Hij beleefde vanaf 1983 een zeer succesvolle periode bij Sampdoria. In 1985 won hij met Samp de Italiaanse beker, iets wat hij later nog drie keer zou herhalen. Bijvoorbeeld in 1989, om het seizoen erop de Europacup II te winnen door in de finale Anderlecht met 2–0 te verslaan.
In 1991 won Sampdoria de eerste Scudetto uit haar geschiedenis en het jaar erop werd de finale van wat toen nog de Europacup I heette bereikt. Op Wembley werd na verlengingen verloren van het FC Barcelona van Johan Cruijff en Ronald Koeman. Vier jaar later, in 1996, was het wel zover. Vierchowod, inmiddels uitkomend voor Juventus, speelde in Rome een ijzersterke UEFA Champions League-finale waarin titelverdediger Ajax na strafschoppen verslagen werd. Na de UEFA Champions League-winst vertrok Vierchowod naar AC Milan en een seizoen later naar Piacenza, waar hij tot zijn eenenveertigste bleef spelen.
In 1984 nam hij deel aan de Olympische Zomerspelen van 1984, waar Italië in de halve finales werd uitgeschakeld door Brazilië. In 1984 zou hij ook in de belangstelling hebben gestaan van Ajax.

## Trainerscarrière
Na zijn spelerscarrière werd Vierchowod hoofdtrainer van Catania, uitkomend in de Serie C1, Fiorentina Viola, uitkomend in de Serie C2 en US Triestina, uitkomend in de Serie B. In alle gevallen werd hij voor het einde van het seizoen ontslagen.
Op 13 juni 2014 werd bekendgemaakt dat Vierchowod hoofdtrainer werd van Budapest Honvéd, waar hij wegens tegenvallende resultaten op 6 oktober 2014 werd ontslagen.
Van 31 mei 2018 tot en met 1 juni 2018 was Vierchowod kortstondig hoofdtrainer van KS Kamza.

## Erelijst
AS Roma
- Serie A: 1982/83

 Sampdoria
- Serie A: 1990/91
- Coppa Italia: 1984/85, 1987/88, 1988/89, 1990/91, 1993/94
- Supercoppa Italiana: 1988, 1989, 1994
- European Cup Winners' Cup: 1989/90

 Juventus
- Supercoppa Italiana: 1995
- UEFA Champions League: 1995/96

 Italië
- FIFA WK: 1982

Individueel
- Guerin d'Oro: 1983
- Premio Nazionale Carriera Esemplare "Gaetano Scirea": 1995

Eretitels
- Ridder vijfde klasse: Cavaliere Ordine al Merito della Repubblica Italiana: 1991

## Clubstatistieken
| Seizoen   | Club       | Duels | Goals | Competitie |
| --------- | ---------- | ----- | ----- | ---------- |
| 1977/78   | Como       | 16    | 0     | Serie B    |
| 1978/79   | Como       | 34    | 3     | Serie C1   |
| 1979/80   | Como       | 35    | 1     | Serie B    |
| 1980/81   | Como       | 30    | 2     | Serie A    |
| 1981/82   | Fiorentina | 28    | 2     | Serie A    |
| 1982/83   | AS Roma    | 30    | 0     | Serie A    |
| 1983/84   | Sampdoria  | 30    | 2     | Serie A    |
| 1984/85   | Sampdoria  | 29    | 2     | Serie A    |
| 1985/86   | Sampdoria  | 28    | 1     | Serie A    |
| 1986/87   | Sampdoria  | 28    | 2     | Serie A    |
| 1987/88   | Sampdoria  | 29    | 5     | Serie A    |
| 1988/89   | Sampdoria  | 29    | 1     | Serie A    |
| 1989/90   | Sampdoria  | 32    | 3     | Serie A    |
| 1990/91   | Sampdoria  | 30    | 3     | Serie A    |
| 1991/92   | Sampdoria  | 31    | 1     | Serie A    |
| 1992/93   | Sampdoria  | 29    | 1     | Serie A    |
| 1993/94   | Sampdoria  | 31    | 0     | Serie A    |
| 1994/95   | Sampdoria  | 32    | 2     | Serie A    |
| 1995/96   | Juventus   | 21    | 2     | Serie A    |
| 1996/97   | AC Milan   | 16    | 1     | Serie A    |
| 1997/98   | Piacenza   | 29    | 2     | Serie A    |
| 1998/99   | Piacenza   | 24    | 4     | Serie A    |
| 1999/2000 | Piacenza   | 22    | 0     | Serie A    |
| Totaal    | Totaal     | 643   | 42    |            |